# Parco comunale di Gambassi Terme

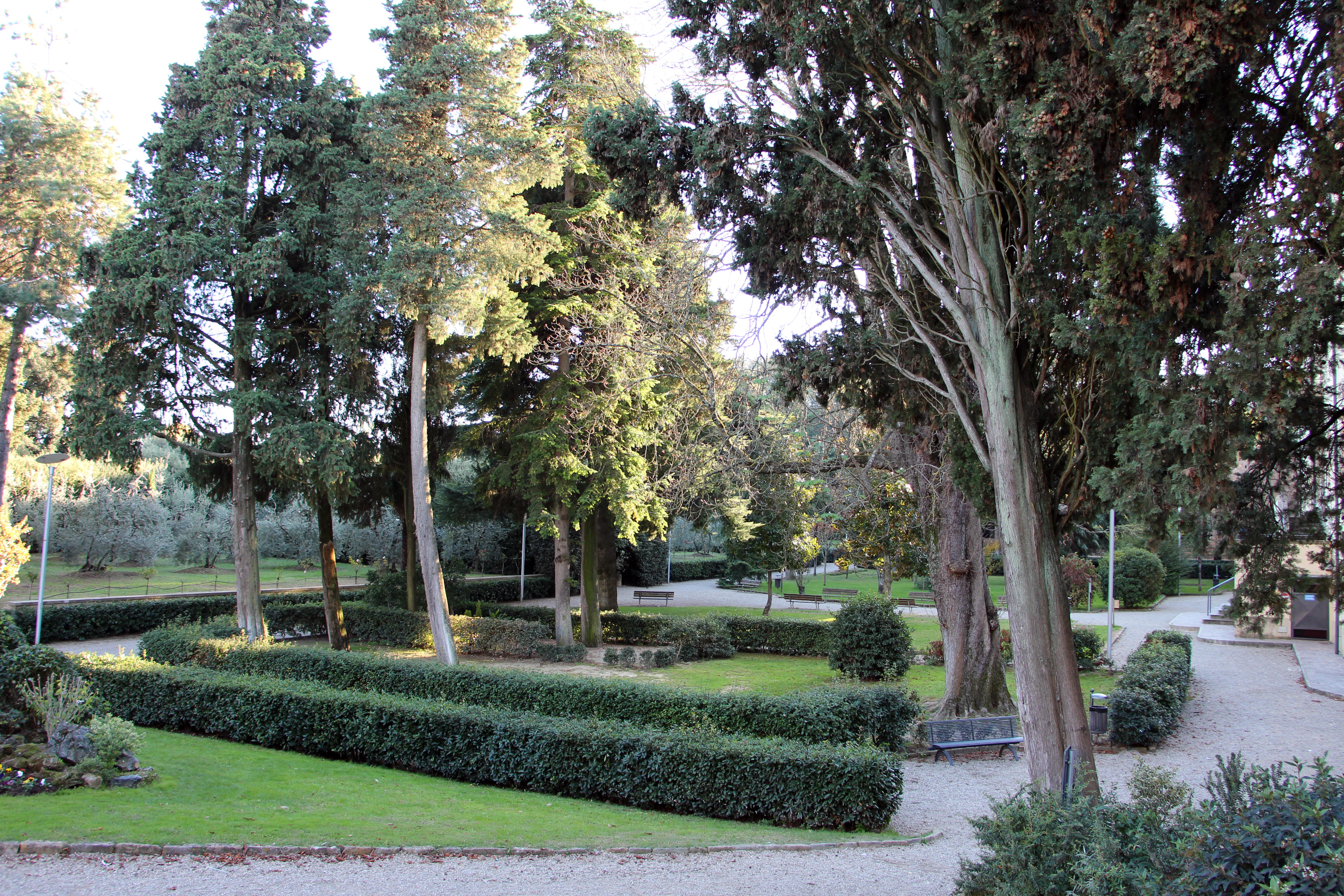
Parco comunale di Gambassi Terme

Il parco comunale di Gambassi Terme (FI) si trova in via Garibaldi 7.
Il giardino si estende nella zona a sud-ovest rispetto al paese e insieme alla parallela via Garibaldi, costituisce il cuore del centro urbano. In passato il giardino formava l'ampio cortile della villa Sinnai. Nel 1916, la proprietà venne acquistata dalla famiglia Niccoli, che arricchì il parco attraverso l'introduzione di varie essenze esotiche, portate dal proprietario al ritorno dai suoi viaggi in Africa. 
A causa del crollo finanziario della famiglia il comune riuscì, tra il 1936 e il 1938, ad acquistare il grande "Podere Giardino". Tra le piante più considerevoli e imponenti vi sono: pini neri, robinie, ippocastani, lecci, cipressi e faggi rossi. 